# Cerâmica de Fajalauza
[b] ^ 

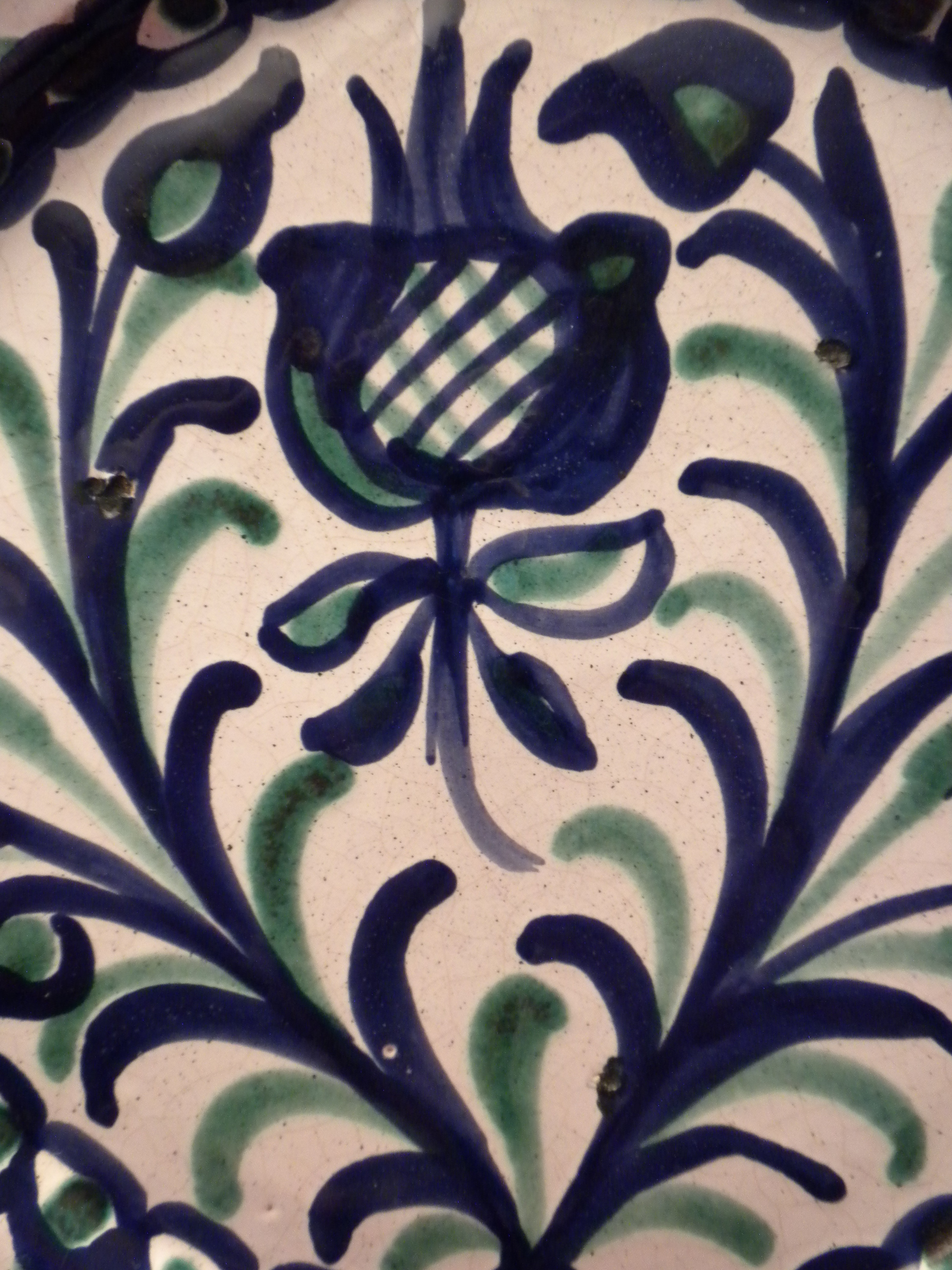
Detalhe da decoração pictórica da loiça de Fajalauza, com a emblemática romã

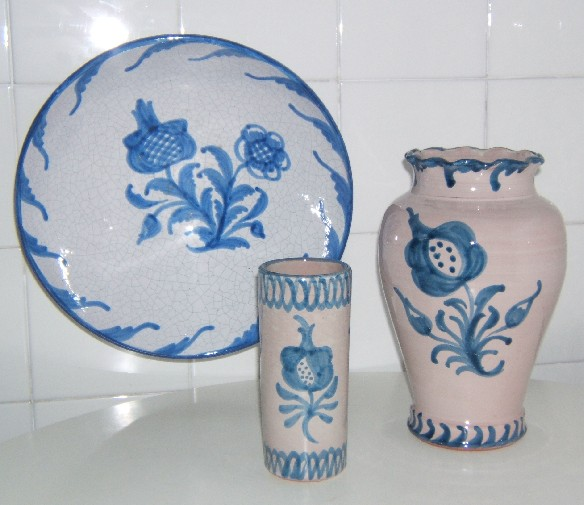
Três peças de loiça de Fajalauza; da esquerda para a direita: fuente de solero (prato) de fundo abaulado, copo e jarra

Loiça ou cerâmica de Fajalauza são designações para a olaria tradicional em barro vidrado e decorado, originalmente fabricada no bairro do Albaicín de Granada, Espanha, onde a tradição oleira local remonta a 1517.

## História e características
A loiça deve o seu nome à porta de Fajalauza,[a] uma dos seis entradas da muralha medieval do Albaicín, também chamada "cerca de Dom Gonçalo", erigida em meados do século XIV por Raduão, hájibe de Iúçufe I de Granada para defender o primitivo arrabalde dos falcoeiros ou do Albaicín (Rabad al-Bayyazin). A porta constitui o acesso à parte mais alta do arrabalde e na época cristã ligava com o arrabalde vizinho dos Alfareros (oleiros), situado extramuros entre a porta e o Convento  de San Antonio e San Diego, hoje desaparecido. Nesse local, existiram oficinas de cerâmica desde 1517, alguns dos quais ainda ativos, onde desde então se fabrica a cerâmica tradicional de Granada, dita de Fajalauza.
Até 1975, aproximadamente, a loiça tosca e popular de Fajalauza manteve as suas características primitivas: vidrado com pouco estanho em, decoração em verde ou azul acinzentado, motivos vegetais — especialmente a romã[b] —  pássaros, motivos heráldicos de supostas águias bicéfalas, etc. Sem variação percetível decoravam pratos (fuentes de solero) simples rasos ou de fundo abaulado, tigelas, taças, jarras, cantarinhas jarros de corpo globular e os famosos jarros (ou cântaros) alcarrazas, que deram origem ao dito popular "verde e com asas: alcarraza"), com "caracóis" e curvas entrelaçadas.
Apesar das características da loiça de Fajalauza se terem conservado, não se conseguiu evitar a adulteração dos tons azuis e verdes, atualmente produzidos com corantes industriais à base de óxidos de cobalto e de cobre. Outra ameaça à usa "pureza ancestral" é a massificação comercial, com um mercado que chega até ao Japão.
A historiadora de arte Natacha Seseña salientou o paralelismo entre a produção cerâmica granadina de Fajalauza e a de Teruel, no sul de Aragão, os dois locais da Península Ibérica onde melhor se conservou a tradição de olaria de origem mourisca.